# Gallipoli (schiereiland)
Gallipoli (Turks: Gelibolu) is een schiereiland in het zuiden van Europees-Turkije, tussen de Golf van Saros en de Dardanellen.
Het gebied is bekend van een mislukte invasie van de geallieerden in de Eerste Wereldoorlog in 1915. Veel Australische en Nieuw-Zeelandse soldaten van het Australian and New Zealand Army Corps kwamen bij deze invasie om het leven.
Op het schiereiland ligt ook de (haven)stad Gallipoli, die 26.000 inwoners telt (2006).